# Abner Gomes Faria
Abner Gomes Faria (* 29. Juli 1997 in Ribeirão Preto), auch bekannt als Abner, ist ein brasilianischer Fußballspieler.

## Karriere
Abner spielte von 2016 bis 2022 bei den meist unterklassigen Vereinen von GE Mauaense, CN Almirante Barroso, Uberaba SC, Nacional AC, CE Operário Várzea-Grandense, Macaé Esporte FC, CS Sergipe, Lemense FC, Rio Claro FC und Sertãozinho FC. 2013 spielte er mit dem Boa EC elfmal in der dritten Liga, der Série C. Für AD Frei Paulistano lief er 2020 achtmal in der vierten Liga auf. 2021 gewann er mit CS Sergipe die Staatsmeisterschaft von Sergipe. Ende Dezember 2022 ging er nach Thailand. Hier unterschrieb er einen bis Saisonende 2022/23 datierten Vertrag beim Drittligisten Nonthaburi United S.Boonmeerit FC. Mit dem Verein aus der Provinz Nonthaburi spielte er elfmal in der Bangkok Metropolitan Region der Liga. Mitte September 2023 wechselte er in die North/Eastern Region der Liga. Hier verpflichtete ihn der Udon United FC. Für den Verein aus Udon Thani bestritt er neun Ligaspiele. Im Dezember 2023 nahm ihn der in der Eastern Region spielende Kabin United FC aus Kabin Buri unter Vertrag. Zu Beginn der Saison 2024/25 unterschrieb er im Juli 2024 einen Vertrag beim Zweitligaaufsteiger Sisaket United FC.

## Erfolge
CS Sergipe
- Staatsmeisterschaft von Sergipe: 2021